# Тополя (серия картин)

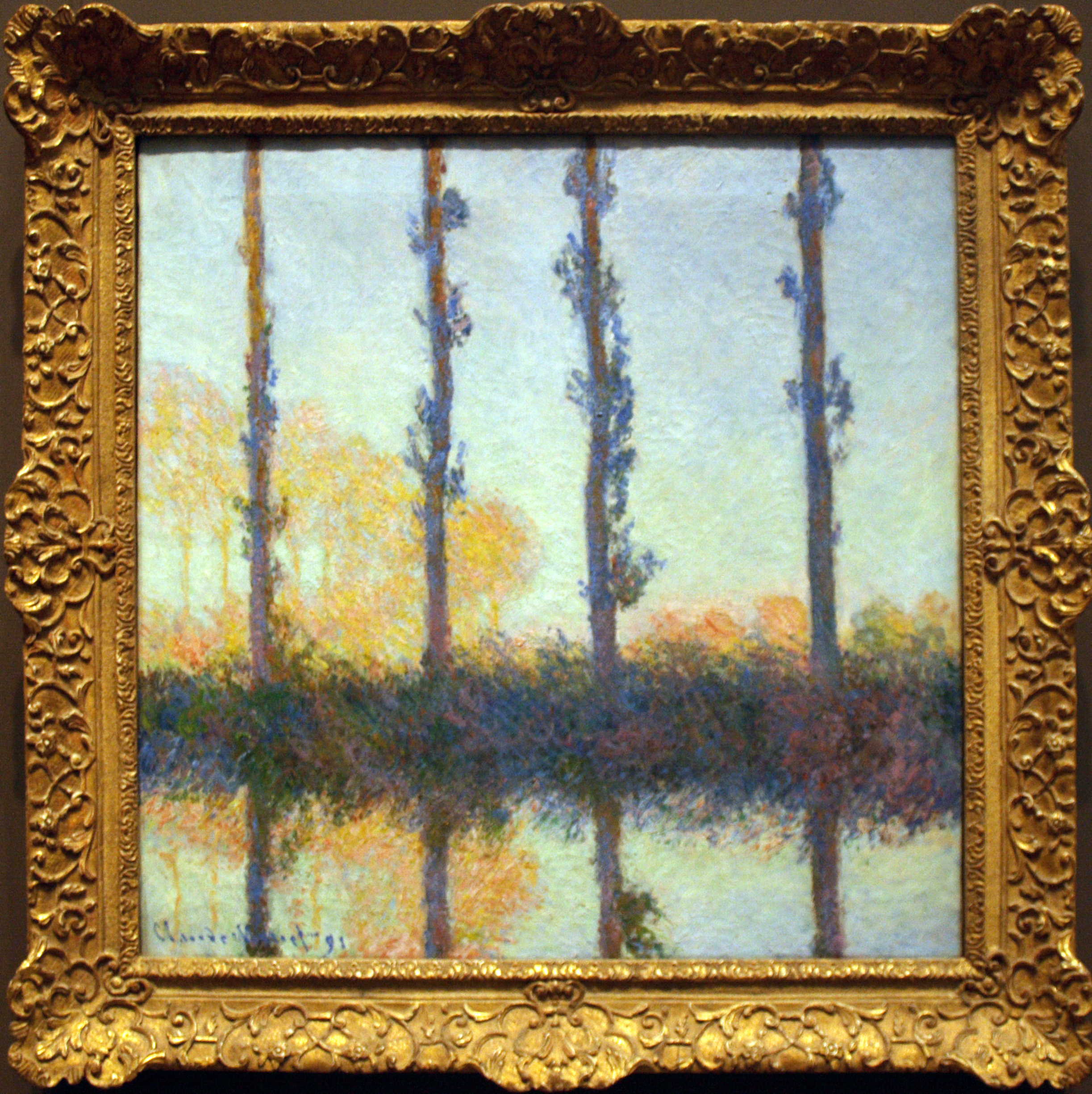
«Четыре дерева» (W1309). Метрополитен-музей

«Тополя» — серия картин французского художника-импрессиониста Клода Моне, созданная в 1891—1892 годах. Серия состоит из 24 картин; все они описаны в каталоге-резоне творчества Моне, составленном Даниэлем Вильденштейном и опубликованном в 1996 году (номера W 1291 — W 1313). Хронологически «Тополя» следуют сразу за серией Моне «Стога» (W 1266 — W 1290) и непосредственно предшествуют «Руанским соборам» (начало серии с номера W 1314).

## История создания серии
Впервые к мотиву ряда тополей на берегу реки Моне обратился ещё в 1887 году — по мнению Л. Вентури тогда им было написано несколько картин на этот сюжет, в частности отмеченных в каталоге-резоне, составленном Даниэлем Вильденштейном, под номерами W1127, W1155 и W1156 и другими. Но серию в полном смысле слова Моне осуществляет в 1891—1892 году.
Весной 1891 года Моне закончил свою серию «Стога» и у него сформировался замысел новой серии. Вдоль берега реки Эпт рос длинный ряд тополей, отделяющих основное русло реки от затапливаемого при паводке болота Лимез: «Деревья, растущие вдоль Эпта, образовывали здесь зигзагообразную колоннаду из стройных стволов <…> он пытался поймать ритм, заключённый в извилистой аллее». Историк импрессионизма Джон Ревалд отмечает: после «Стогов» стало ясно, что творчество Моне двинулось в новом направлении. Если ранее Моне считал, что для передачи различных световых эффектов ему было достаточно всего двух холстов — одного для солнечного освещения, другого для пасмурной погоды, то работая над «Стогами», он окончательно выяснил, что этого совершенно явно недостаточно. Нюансы световых эффектов оказались настолько изменчивы, что для их фиксации Моне пришёл к необходимости создания серий картин. Вентури пишет, что начиная c 1890 года Моне более систематически, чем раньше, занимается изучением эффектов света в зависимости от времени суток и года, атмосферных условий и т. д. Не выезжая из Живерни, он создаёт такие серии, как «Стога», «Тополя», «Кувшинки».
Несмотря на то, что избранное Моне место для работы на пленэре находилось не далее чем в двух километрах от его дома, по суше дойти туда по заболоченной местности было затруднительно и художник добирался до места своих работ на лодке. Ряд готовых картин демонстрируют вид с воды.
18 июня 1891 года выяснилось, что муниципальным советом Живерни было принято решение о вырубке «части тополей и деревьев в коммунальной собственности в Ле-Каруж и болотистой местности на берегу реки Эпт». Деревья были выставлены на аукцион; Моне обратился к мэру Живерни с просьбой об отсрочке вырубки на берегу Эпт (тополиная роща в Ле-Каруж находилась сильно в стороне и не интересовала Моне), но ему было отказано. Тогда Моне пришел к соглашению с лесопромышленником, которой подрядился на рубку деревьев: он пообещал сделать доплату, а подрядчик задержал начало работ, чтобы художник закончил писать деревья. Вильденштейн сообщает, что поскольку Моне к началу 1890-х годов зарабатывал весьма неплохие деньги (в пересчёте по курсу на начало 1990-х годов его доход составлял более миллиона франков в год) сумма доплаты составила не самую существенную сумму для бюджета художника.

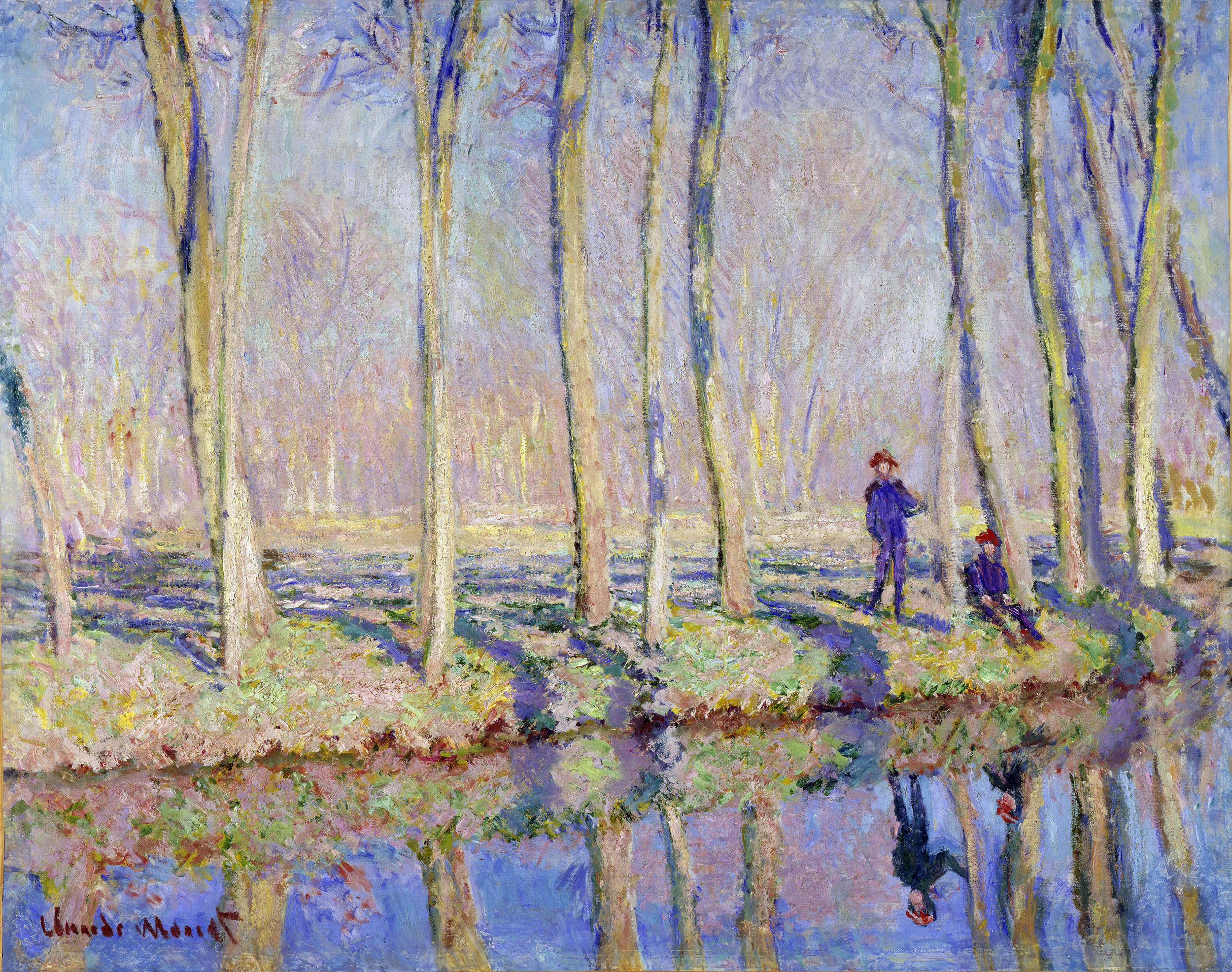
«Жан-Пьер Ошеде и Мишель Моне на берегу Эпт» (W1127). 1887 год. Национальная галерея Канады, Оттава

После натурных этюдов Моне дорабатывал картины с своей мастерской в Живерни. 19 октября 1891 года Моне писал сыну своего арт-дилера Поля Дюран-Рюэля: «После Вашего последнего визита у меня были сплошные разочарования и неудачи с бедными моими деревьями, которыми я очень недоволен».
В конце 1891 года он ненадолго съездил в Лондон. По возвращении он получил от Дюран-Рюэля письмо с рождественскими поздравлениями, в котором тот интересовался, когда он сможет получить обещанные ему «Тополя». Кроме того, в начале января 1892 года Морис Жуйан купил несколько картин из серии для галереи Буссо и Валадона и организовал выставку этой «интересной серии этюдов» в небольших комнатах галереи на бульваре Монмартр. Эта выставка прошла практически незамеченной широкой публикой.

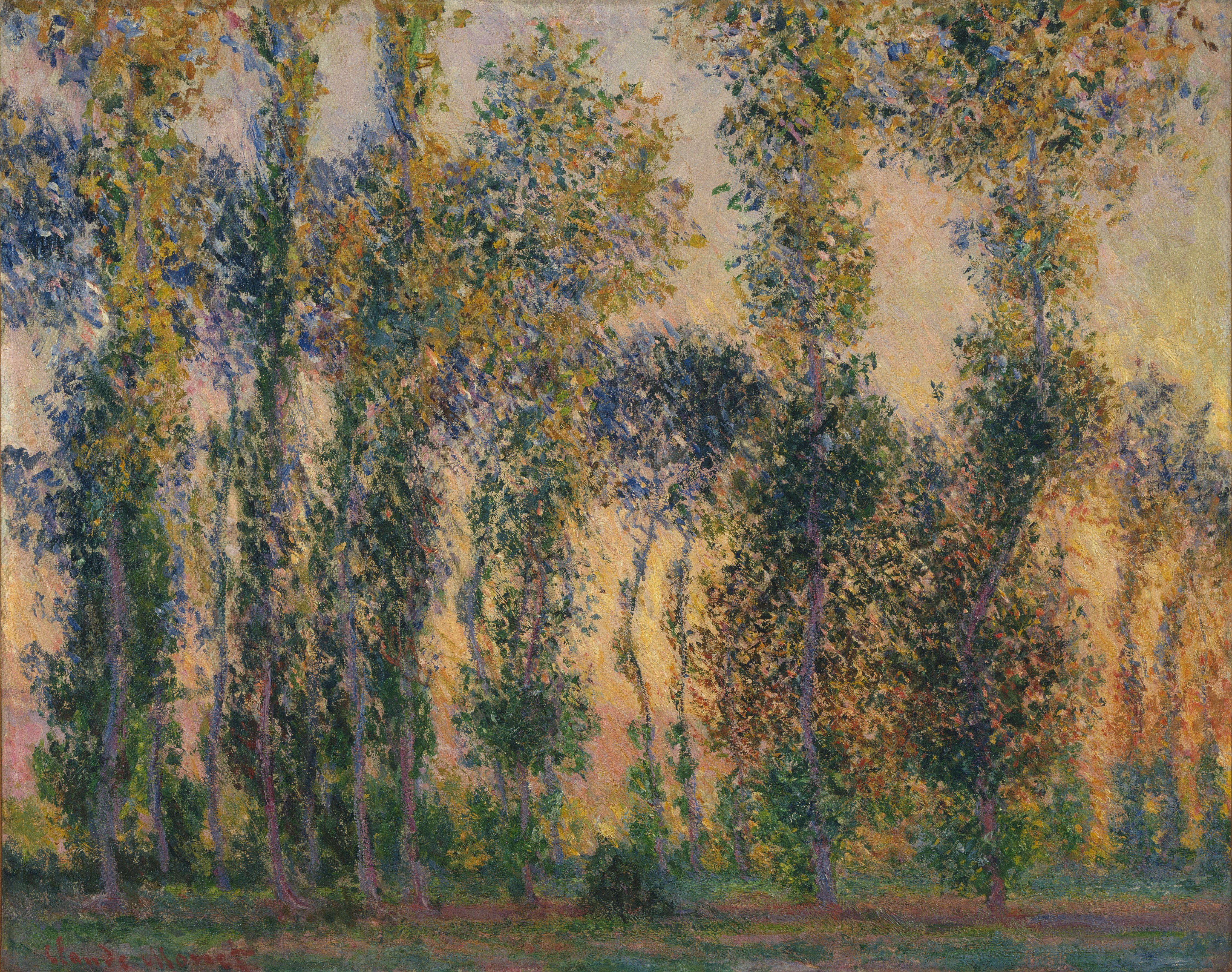
«Тополя в Живерни» (W1156). 1887 год. Музей Барберини, Потсдам

Художник считал, что основная часть картин серии требовала доработки, и удерживал их в своей мастерской в Живерни. Открытие большой выставки в галерее Дюран-Рюэля, где был запланирован показ публике основной серии, было назначено на конец февраля.
Сам Моне в начале февраля 1892 года уехал в Руан в гости к своему брату Леону и до открытия выставки решил в этом городе немного поработать. Внимание Моне привлёк Руанский собор. Оскар Рейтерсверд писал: «Моне заинтересовался тем, как свет отражался на причудливой лепке фасада <…> Он был восхищён. Ему казалось, что он смотрит в огромный калейдоскоп, где узор сменяет узор, следуя в непрерывной последовательности и с неиссякаемым разнообразием».
21 февраля 1892 года Моне писал Дюран-Рюэлю: «Я готов устроить небольшую выставку „Тополей“». Вскоре Моне вернулся из Руана в Париж и сам руководил развеской своих картин. В понедельник 29 февраля состоялось открытие выставки. Было показано пятнадцать работ серии; в каталоге-резоне они обозначены под номерами W1291 (5 или 15), W1292 или W1298 (12?) , W1294 (3), W1296 (1), W1297 (13), W1299 (5 или 15), W1300 (8?), W1302 (6?), W1303 (14), W1304 (9), W1305 (11), W1307 (4 или 7), W1308 (4 или 7), W1309 (10) и W 1312 (2). В скобках указан номер по выставочному каталогу. Поскольку не все картины можно твёрдо идентифицировать, то возле номеров некоторых из них поставлен знак вопроса. О. Рейтерсверд указывает, что было выставлено шестнадцать холстов.
По свидетельству Л. Вентури, выставка прошла с успехом, но другие авторы отмечают крайне низкий интерес к выставке у публики. Рейтерсверд эмоционально пишет: «Старый брюзгливый Дега, бросив беглый взгляд на „Тополя“, проворчал: „Мне лучше уйти, здесь очень сквозит“», но Дега всегда скептически относился к пленэрной живописи. Октав Мирбо, напротив, увидел в «Тополях» «художественное обновление живописи» Моне.
10 марта выставка закрылась; Моне отсутствовал на заключительном вечере, но наверняка видел критическую статью о выставке Жоржа Леконта в «Art et Critique», которая была частично перепечатана в «Le Journal des Artistes». В Нью-Йорке, согласно отчету верного сторонника Моне Теодора Робинсона, интерес к его творчеству со стороны «людей со вкусом» возрастал.
Сравнивая «Тополя» с предыдущей серией «Стога», Рейтерсверд отмечает новизну в чувстве движения, уловленном художником в ритмически повторяющихся вертикалях стволов тополей. При этом он ставит в упрёк Моне отсутствие глубины пространства, чрезмерную декоративность пейзажа и даже некоторую примитивность/простоту избранных углов ракурса: «Отсутствие у художника интереса к вещественному позволило ему не задумываться над глубинным пространством, что, быть может, звучит парадоксально. Но третье измерение не являлось проблемой его живописи: он занимался перспективой, принципиально не желая ни оставлять, ни подчеркивать её воздействие».
Впоследствии Моне попробовал вернуться к этой теме. Так в 1894 году им была написана небольшая серия из четырёх картин (W1366—W1369) с изображением ряда тополей на заднем плане, три холста из этой серии находятся в частных коллекциях и одна работа в собрании Художественного музея Принстонского университета.

### Черновые рисунки и наброски
В собрании музея Мармоттан-Моне хранятся записные книжки художника, в которых имеется несколько набросков-рисунков «Тополей». После смерти Клода Моне они вместе со всем остальным имуществом были унаследованы сыном художника Мишелем Моне. В 1966 году, после гибели Мишеля Моне в автокатастрофе, все произведения его отца, согласно завещанию, поступили в дар Французской академии изящных искусств и были переданы в собрание музея Мармоттан, который впоследствии получил имя Моне. Среди прочих работ Клода Моне в музее оказались и его записные книжки и черновики. Наброски для «Тополей» описаны в каталоге-резоне, составленном Д. Вильденштейном, под номерами D355, D356, D359, D360 и D370.

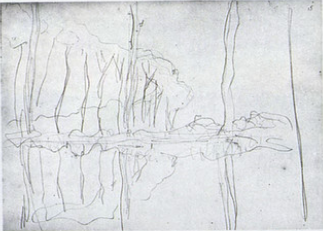
D355. Набросок для картин W1302 — W1308
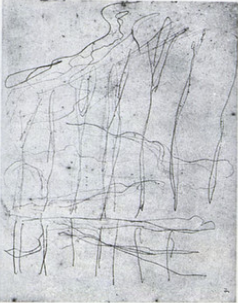
D356. Набросок для картин W1291 — W1301
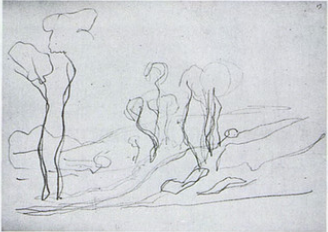
D359. Незадействованный набросок для картины
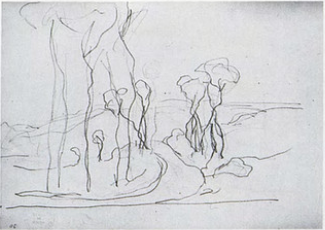
D360. Незадействованный набросок для картины
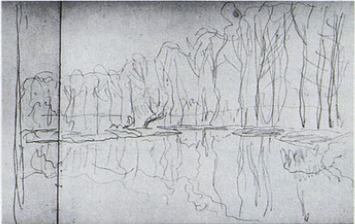
D370. Набросок для картин W1310 — W1311

## Список картин серии
Все картины написаны масляными красками на холсте и большинство из них имеют размер, близкий к 100 × 65 см и 92 × 73 см.
| Изображение и № по каталогу Вильденштейна | Название, каталожные данные и местонахождение | Сведения о провенансе |
| ----------------------------------------- | --- | --- |
| W 1291                                    | Тополя под Живерни, облачная погода, фр. Peupliers près Giverny, temps couvert. 92 × 73 см. Справа внизу подпись и дата: Claude Monet 91. Художественный музей Моа, Атами, Япония. Инв. № 1635.                                              | Впервые показана публике 29 февраля — 10 марта 1892 года на выставке в галерее Поля Дюран-Рюэля. 10 апреля 1900 года выставлена Дюран-Рюэлем на распродаже в Чикеринг-холле, Нью-Йорк, устраиваемой Американской художественной ассоциацией. В 1915 году принадлежала Мартину А. Раерсону из Чикаго и в 1937—1944 годах хранилась в Чикагском институте искусств. 2 марта 1944 года выставлена на торги в аукционном доме «Парк-Бернет», где была продана в галерею Говарда Янга. Далее находилась в коллекции Н. Маркса и 30 июня 1970 года торговалась у «Кристис». 21 октября 1971 года вновь была выставлена в «Парк-Бернет», а 2 декабря 1975 года была продана у «Кристис» в токийскую галерею «Таменага», где была приобретена Международной ассоциацией Мокичи Акада для Художественного музея Моа, Атами, Япония. |
| W 1292                                    | Тополя на берегу Эпт, вечерний эффект, фр. Peupliers au bord de l’Epte, effet du soir. 100 × 65 см. Справа внизу подпись и дата: Claude Monet 91. Частная коллекция, Великобритания.                                                         | Предположительно впервые показана публике 29 февраля — 10 марта 1892 года на выставке в галерее Поля Дюран-Рюэля. Принадлежала Жоржу Фуадо и 14 июня 1901 года была выставлена на торги в парижском аукционном доме «Отель Друо», где её выкупил Поль Дюран-Рюэль, у которого при посредничестве скульптора и литейщика А. А. Эбра, картину приобрёл Луи-Мари-Филипп Александр 4-й князь Ваграмский. Затем картина принадлежала А. Савуа из Парижа и в 1921 году поочередно выставлялась на продажу в галереях Жоса Хесселя и «Бернхайм-Жён». Следующим владельцем картины был Шурш Верньер из Швейцарии. 28 июня 1994 года картина была выставлена на торги в аукционном доме «Сотбис», где была продана в частную коллекцию в Великобритании.                                                                            |
| W 1293                                    | Тополя в ряд, фр. Rangée Peupliers. 100 × 65 см. Справа внизу подпись и дата: Claude Monet 91. Частная коллекция, США. | При каких обстоятельствах картина покинула мастерскую Моне, не установлено; предполагается, что в январе 1892 года она была выкуплена у художника галереей «Буссо и Валадон» и сразу же перепродана Поттеру Палмеру из Чикаго. После его смерти была унаследована Оноре Палмером и около 1939 года выставлялась в галерее Вильденштейнов. С 1948 года принадлежала Фрэнсису Уилду, США, и затем находилась в неустановленной частной коллекции в США. |
| W 1294                                    | Тополя на берегу Эпт, эффект на закате, фр. Peupliers au bord de l’Epte, effet de soleil couchant. 100 × 65 см. Справа внизу подпись и дата: Claude Monet 91. Частная коллекция, США.                                                        | Выкуплена у художника Полем Дюран-Рюэлем в январе 1892 года, впервые показана публике 29 февраля — 10 марта 1892 года на выставке в галерее Поля Дюран-Рюэля. В 1962 году принадлежала Сэму Зальцу, США, а около 1965 года из коллекции Георгиоса Эмбирикоса перешла к Дэвиду Т. Шиффу, США. Далее находилась в неустановленной частной коллекции, США. |
| W 1295                                    | Тополя, закат, фр. Peupliers, coucher de soleil. 100 × 62 см. Справа внизу подпись: Claude Monet. Частная коллекция, США. | Выкуплена у Моне в 1892 году галереей «Аммам» для нью-йоркской галереи «Недлер». 11—14 апреля 1893 года выставлена на распродажу в Чикеринг-холле, Нью-Йорк, в 1895 году выставлялась в американском отделении парижской галереи «Буссо и Валадон», где была выкуплена бостонской галереей «Истмен Чейз». Около 1899 года принадлежала Гардинеру Грину Хаммонду, а в 1927 году перешла в собственность брата его жены Джорджа Стенли Фиска из Бостона. Около 1972 года находилась в неназванной частной коллекции в США. |
| W 1296                                    | Тополя на берегу Эпт, сумерки, фр. Peupliers au bord de l’Epte, crépuscule. 100 × 65 см. Справа внизу подпись и дата: Claude Monet 91. Бостонский музей изящных искусств, Бостон, Массачусетс, США. Инв. № 161.1990.                         | Выкуплена у Моне в январе 1892 года Полем Дюран-Рюэлем и впервые показана публике 29 февраля — 10 марта 1892 года на выставке в его галерее, затем продана в неустановленную частную коллекцию. 27 ноября 1968 года выставлена на продажу в парижской галерее «Гальера», где она была перекуплена нью-йоркской галереей Дэвида Смарта, откуда продана в неназванную частную коллекцию. В 1990 году подарена Бостонскому музею изящных искусств. |
| W 1297                                    | Тополя на берегу Эпт, осень, фр. Peupliers au bord de l’Epte, automne. 100 × 65 см. Справа внизу подпись и дата: Claude Monet 91. Частная коллекция.                                                                                         | Выкуплена у Моне в январе 1892 года Полем Дюран-Рюэлем и впервые показана публике 29 февраля — 10 марта 1892 года на выставке в его галерее, затем продана Генри Сейлсу из Бостона, США. 14—15 января 1920 года была выставлена на распродаже собрания Сейлса в отеле «Плаза», Нью-Йорк, где вновь была выкуплена Полем Дюран-Рюэлем. В том же году выставлялась в галерее «Недлер». 30—31 марта 1949 года проходила на торгах аукционного дома «Парк-Бернет», где была приобретена Куртом Ф. Пантцером из Нью-Йорка. 19 мая 1982 года была выставлена на торги в аукционном доме «Кристис» и продана в неназванную частную коллекцию. |
| W 1298                                    | Тополя, бело-жёлтый эффект, фр. Les Peupliers, effet blanc et jaune. 100,3 × 65,2 см. Справа внизу подпись и дата: Claude Monet 91. Художественный музей Филадельфии, Пенсильвания, США. Инв. № 1954-66-8.                                   | Предположительно впервые показана публике 29 февраля — 10 марта 1892 года на выставке в галерее Поля Дюран-Рюэля. В том же году была выкуплена у Моне галереей «Буссо и Валадон» и выставлена на продажу в галерее Поля Дюран-Рюэля. В 1895 году приобретена Фрэнком Томсоном, далее унаследована его дочерью Энни Томсон, которая в 1954 году в память о своих родителях подарила картину Художественному музею Филадельфии. |
| W 1299                                    | Тополя на берегу Эпт, облачная погода, фр. Peupliers au bord de l’Epte, temps couvert. 100 × 65 см. Справа внизу подпись и дата: Claude Monet 91. Культурный фонд Исе, Токио, Япония.                                                        | Выкуплена у Моне в январе 1892 года Полем Дюран-Рюэлем и сразу же была перепродана Поттеру Палмеру из Чикаго. В 1925 году выставлена на продажу в галерее Говарда Янга, где её вновь выкупил Дюран-Рюэль. Далее картина принадлежала Андре Морису из Парижа и Роберту И. Риксену из Нью-Йорка. 14 апреля 1965 года выставлена на торги в аукционном доме «Парк-Бернет», где её приобрел Карл Хаффенреффер. Далее находилась в галерее «Аквавелла», откуда перешла в собрание токийского Культурного фонда Исе. |
| W 1300                                    | Тополя на берегу Эпт, фр. Peupliers au bord de l’Epte. 92,4 × 73,7 см. Справа внизу подпись и дата: Claude Monet 90. Британская галерея Тейт, Лондон, Великобритания. Инв. № N04183 (в реестре Лондонской национальной галереи инв. № L717). | Предположительно впервые показана публике 29 февраля — 10 марта 1892 года на выставке в галерее Поля Дюран-Рюэля. Выкуплена у Моне неустановленным русским коллекционером. В 1924 году принадлежала парижскому арт-дилеру Полю Розенбергу. В 1926 году на пожертвование фонда N.A.C. приобретена для Лондонской национальной галереи и была передана в Британскую галерею Тейт. |
| W 1301                                    | Тополя, фр. Les Peupliers. 116,2 × 72,2 см. Без подписи. Частная коллекция. | При каких обстоятельствах картина покинула мастерскую Моне не установлено. Принадлежала врачу-стоматологу Жоржу Вио. В 1960 году выставлена на продажу в Нью-Йоркской галерее A. & R. Ball, где была приобретена Эльзе Саклер из Нью-Йорка. 8 ноября 2000 года была выставлена на торги в аукционном доме «Кристис» и продана за 7046000 долларов США. 4 мая 2011 года вновь оказалась на торгах у «Кристис» и была продана в неназванную частную коллекцию за 22482500 долларов США |
| W 1302                                    | Эффект ветра, ряд тополей, фр. Effet de vent, sèrie des peupliers. 100 × 74 см. Справа внизу подпись и дата: Claude Monet 91. Орсе, Париж, Франция. Инв. № RF 2002 30.                                                                       | Впервые показана публике 29 февраля — 10 марта 1892 года на выставке в галерее Поля Дюран-Рюэля, после чего была выкуплена у Моне парижской галереей «Омман» по поручению своего нью-йоркского контрагента галереи «Недлер». 11—14 апреля 1893 года выставлена на распродаже в Чикеринг-холле в Нью-Йорке, где её выкупил Поль Дюран-Рюэль и вскоре продал в неустановленную частную коллекцию во Франции. 12 апреля 2002 года принята Французской Республикой в качестве оплаты налога на наследство и 10 декабря того же года определена в состав собраний музея Орсе. |
| W 1303                                    | Три дерева, серая погода, фр. Les Trois Arbres, temps gris. 92 × 73 см. Справа внизу подпись и дата: Claude Monet 91. Частная коллекция, США.                                                                                                | Выкуплена у Моне в январе 1892 года Полем Дюран-Рюэлем и впервые показана публике 29 февраля — 10 марта 1892 года на выставке в его галерее. С 1930 года принадлежала семье Говер, США, затем в неустановленной частной коллекции в США. |
| W 1304                                    | Три дерева, весна, фр. Les Trois Arbres, printemps. 92 × 73 см. Слева внизу подпись и дата: Claude Monet 91. Музей искусств Далласа, Даллас, Техас, США. Инв. № 2019.67.14.McD.                                                              | Выкуплена у Моне в январе 1892 года галереей «Буссо и Валадон» (в галерейных каталогах фигурировала под названием «Тополя, розовый эффект») и показана публике 29 февраля — 10 марта 1892 года на выставке в галерее Поля Дюран-Рюэля. В 1899 году перекуплена галереей «Бернхайм-Жён» и тут же продана в галерею Поля Розенберга. В 1905 году выставлялась в галереях Жоржа Пети и снова у Бернхайма. Дале принадлежала П. Гужон, откуда попала на продажу в галерею Вильденштейнов, где была продана в частную коллекцию в США; принадлежала художественному фонду Юджина и Маргарет Макдермотт и в 2019 году по завещанию Юджина Макдермотта поступила в собственность музея искусств Далласа. |
| W 1305                                    | Три дерева, лето, фр. Les Trois Arbres, été. 93 × 73.5 см. Справа внизу подпись и дата: Claude Monet 91. Национальный музей западного искусства, Токио, Япония. Инв. № P.1959-0152.                                                          | Впервые показана публике 29 февраля — 10 марта 1892 года на выставке в галерее Поля Дюран-Рюэля. Куплена Мацуката Кодзиро (глава Kawasaki Dockyard Co., Ltd) у Моне в 1922 году, хранилась в его парижском доме. Конфискована французскими властями в 1944 году как собственность представителя высших кругов враждебного государства и передана на хранение в Государственный музей современного искусства в Париже. 23 января 1959 года на основании статей Сан-Францисского мирного договора 1952 года передана Францией японскому правительству и увезена в Японию, где в апреле того же года была определена в состав собраний Национального музея западного искусства в Токио. |
| W 1306                                    | Три тополя, фр. Trois Poplars. 92 × 73 см. Слева внизу подпись и дата: Claude Monet 91. Частная коллекция, США. | Картина долгое время оставалась в мастерской Моне и на продажу была выставлена лишь в 1919 году в галерее «Бернхайм-Жён», где её в 1921 году купил Сандзи Куроки из Японии. Далее картина находилась в японских коллекциях Масуды и Йосиро Усио (с 1946 года), после чего была увезена в США. 13 ноября 1985 года была выставлена на распродаже коллекции Альберта Дж. Дрейтцера в аукционном доме «Сотбис», где её приобрёл неназванный коллекционер из США. |
| W 1306a Изображение неизвестно            | Три тополя, осенний эффект, фр. Trois Peupliers, effet automne. 92 × 73 см. Слева внизу подпись и дата: Claude Monet 91. Уничтожена. | Выкуплена у Моне 8 января 1892 года галереей «Буссо и Валадон» и 21 февраля того же года продана Джорджу Дж. Сени из Нью-Йорка. 7—9 февраля 1894 года выставлена на распродаже собрания Сени в Чикеринг-холле, Нью-Йорк, где была выкуплена Полем Дюран-Рюэлем. В том же году была продана Уильяму Генри Крокеру из Сан-Франциско. В 1906 году во время общегородского пожара в Сан-Франциско, случившегося после землетрясения, погибла вместе с большей частью коллекции Крокера. |
| W 1307                                    | Тополя, три дерева в розовом, осень, фр. Les Peupliers, trois arbres, automne. 92 × 73 см. Слева внизу подпись и дата: Claude Monet 91. Художественный музей Филадельфии, Пенсильвания, США. Инв. № 1951-109-1.                              | Впервые показана публике 29 февраля — 10 марта 1892 года на выставке в галерее Поля Дюран-Рюэля. Выкуплена у Моне официальным представителем Американской ассоциации искусств Изидором Монтаньяком в 1892 году и отправлена в США одному из учредителей Ассоциации Джеймсу Саттону. 26 октября 1933 года выставлена на распродаже собрания Саттона устроенном Ассоциацией, где была выкуплена Честером Дейлом. В 1951 году подарена Дейлом Филадельфийскому художественному музею. |
| W 1308                                    | Три дерева, осень, фр. Les Trois arbres, automne. 92 × 73 см. Справа внизу подпись и дата: Claude Monet 91. Частная коллекция. | Выкуплена у Моне в январе 1892 года Полем Дюран-Рюэлем и впервые показана публике 29 февраля — 10 марта 1892 года на выставке в его галерее. С 1931 года принадлежала Джозефу Уайденеру из США. В 1949 году выставлена на продажу в нью-йоркской галерее Кенде, где её приобрёл И. Пул. Далее картина принадлежала Стенли Мортимеру из Нью-Йорка и 10 мая 1989 года продана на аукционе «Кристис» в неназванную частную коллекцию. |
| W 1309                                    | Четыре дерева, фр. Les Quatre arbres. 82 × 81.5 см. Слева внизу подпись и дата: Claude Monet 91. Метрополитен-музей, Нью-Йорк, США. Инв. № 29.100.110.                                                                                       | Впервые показана публике 29 февраля — 10 марта 1892 года на выставке в галерее Поля Дюран-Рюэля. Выкуплена у Моне в 1892 году парижской галереей «Омман» по поручению своего нью-йоркского контрагента галереи «Недлер». 11—14 апреля 1893 года выставлена на распродаже в Чикеринг-холле в Нью-Йорке, где её выкупил Поль Дюран-Рюэль. В 1895 году картину приобрёл Генри Осборн Хэвемайер. По его завещанию картина в 1929 году поступила в состав собраний Метрополитен-музея. |
| W 1310                                    | Тополя на берегу Эпт, фр. Peupliers au bord de l’Epte. 82 × 81,4 см. Слева внизу подпись: Claude Monet. Национальная галерея Шотландии, Эдинбург, Великобритания. Инв. № NG 1651.                                                            | Выкуплена у Моне эдинбургским арт-дилером Александром Ридом и в 1925 году подарена им Национальной галерее Шотландии. |
| W 1311                                    | Тополя, осень, фр. Les Peupliers, automne. 80 × 92 см. Слева внизу подпись: Claude Monet. Местонахождение не установлено. | В 1921 году была выставлена в галерее «Бернхайм-Жён» и продана в неустановленную частную коллекцию; с тех пор на публике картина не появлялась. |
| W 1312                                    | Тополя на берегу Эпт, вид на болото, фр. Peupliers au bord de l’Epte, vue du marais. 88 × 93 см. Слева внизу подпись и дата: Claude Monet 91. Частная коллекция, США.                                                                        | Выкуплена у Моне в январе 1892 года Полем Дюран-Рюэлем и впервые показана публике 29 февраля — 10 марта 1892 года на выставке в его галерее. После выставки продана Жану д’Алаеру из Парижа. В 1968 году выставлена на продажу в нью-йоркской галерее «Аквавелла» и в 1971 году продана в частную коллекцию в США. |
| W 1313                                    | Тополя, фр. Peupliers. 90 × 93 см. Справа внизу подпись: Claude Monet. Музей Фицуильяма, Кембридж, Великобритания. Инв. № P.D.9-1966. | Картина долгое время оставалась в мастерской Моне и была продана художником незадолго до своей смерти в 1926 году арт-дилеру Рене Жимпелю. Около 1950 года находилась в коллекции С. У. Сайкса из Лондона. В 1966 году по завещанию Сайкса перешла в собственность Музея Фицуильяма при Кембриджском университете. |